# Tyrinthia lycinella
Tyrinthia lycinella là một loài bọ cánh cứng trong họ Cerambycidae.